# Judith Listowel
Judith Listowel születési nevén: Márffy-Mantuano Judit (Kaposvár, 1903. július 12. – London, 2003. július 15.) magyar származású brit újságíró, író, afrikanista.

## Élete
Apja Márffy-Mantuano Rezső (1902-ig csak Mantuano Rezső, korabeli írásmóddal: Mantuano Raoul) olasz ősökkel rendelkező, de magyar jogászprofesszor, diplomata volt, aki 1902-ben kapta meg átruházással a Márffy család nemességét és nevét. Judit testvére, Tamás szintén kalandos életutat járt be: diplomata és gyeplabdázó olimpikon is volt. Márffy-Mantuano Judit 1926 és 1929 között a London School of Economicson tanult közgazdaságtant, és ekkor jutott arra az elhatározásra is, hogy újságíró pályára lép. Az angliai tanulmányoknak egyébként a családban hagyománya volt: testvére is Londonban végzett. Judit itt ismerte meg későbbi férjét William Hare-t, aki Listowel 5. grófjaként a brit politikai élet egyik alakja volt: 1932-től a Lordok Háza tagja – egyebekben munkáspári képviselő volt (1941–45 között frakcióvezető). 
Több kormányban különböző miniszteri beosztásokat töltött be a második világháború után (postaügyi, mezőgazdasági és halászati, India és Burma ügyeiért felelős miniszter), majd Ghána utolsó brit kormányzójaként zárta politikai pályafutását 1960-ban. 1933-ban, Budapesten kötöttek házasságot, mely ugyan csak 12 évig tartott (ezen belül öt évig éltek együtt), ám Judit élete végéig megtartotta a Listowel vezetéknevet. Az életrajzok egyetértenek abban, hogy az ateista, munkáspárti William Hare, és mélyen hívő, konzervatív katolikus felesége házassága a világnézeti különbségek miatt végződött válással, Judit azonban később újságíróként sokat profitált a férje révén kialakított politikai kapcsolatrendszerből.
Magyarországon nőként közéleti újságíróként elhelyezkedni abban az időben nem lehetett, ezért végleg Londonba települt, és innen tudósított magyar lapoknak: 1930 és 1940 között a Nemzeti Újság és a Pester Lloyd jelentette meg írásait, majd a világháború éveiben a brit tájékoztatási minisztérium, illetve a hadsereg polgári előadója lett. Judith Listowel egy évtizeden át utazott a világban, tudósított különböző országokból és interjúkat készített több vezető politikussal is. Eljutott az Amerikai Egyesült Államokba, a Szovjetunióba, beszélt Galeazzo Ciano olasz külügyminiszterrel, Adolf Hitlerrel is. 1932-ben interjút készített Ernst Hanfstaengl náci sajtófőnökkel, aki azonban olyan ostoba válaszokat adott a gazdaságra vonatkozó kérdésekre, hogy nemzetközi botrány lett az ügyből, és az újságírónő nemkívánatos személy lett a nácik számára. 1934-ben mégis engedélyért folyamodott, hogy a koncentrációs táborokról riportot készíthessen, mire az elutasítás mellett férjével együtt felkerült arra a listára, melyen a brit sziget megszállása esetén letartóztatandó személyek adatait gyűjtötték (Die Sonderfahndungsliste GB). Testvére felesége révén (Teleki Margit Sarolta) rokonságba került Teleki Pállal, akit már az 1930-as évektől kezdődően többször figyelmeztetett a nemzetiszocialista rendszerek totalitárius voltára és a leplezett háborús készülődésre, vagyis a nácizmus agresszív szellemiségére. Később üzeneteket közvetített Telekitől a briteknek, lényegében egyfajta informális csatornát alakítva ki a miniszterelnök és a brit politika között.
A brit külügyminisztériumban belső használatra 1944-től kiadott Soviet Orbit című sajtószemle folytatásaként lapot alapított: East Europe and Soviet Russia címmel hetilapot jelentetett meg, melyben szenvedélyesen támadta és gúnyolta a szocialista blokk országait – lapja 1954-ig jelent meg. Ezzel lényegében a nácik megítéléséhez hasonló módon nemkívánatossá tette magát a Szovjetunió és csatlósállamai számára is. Listowel tevékenységét az 1950-es években a londoni magyar követség álcája alatt működő hírszerző rezidentúra is figyelemmel kísérte, az írónőt megfigyelte. Az 1956-os forradalom idején kalandos úton beszökött Magyarországra, ám úton Budapest felé hitelt adott azoknak a híreknek, melyek arról számoltak be, hogy a szovjet katonák válogatás nélkül mindenkit lelőnek, így inkább visszafordult. Ausztriában maradt, és a menekülttáborokban készített interjúkat magyarokkal, amiből többrészes cikket írt.
Afrika iránti érdeklődése még férje oldalán keletkezett, aki több ízben utazott különböző afrikai missziókba, illetve politikusként – más országok mellett – afrikai ügyekkel is foglalkozott. 1961-ben meghívták Tanganyikába, és megbízták a fiatal állam félhivatalos történelmének megírásával. Az 1965-ben megjelent könyv erősen optimista a gyarmatokból önálló állammá alakuló országok jövőképét illetően. Öt évvel később már csalódott a korrupció és a szakértelem hiánya láttán. 1973-ban egy ír könyvkiadó megbízásából Idi Amin Dada tábornokról írt könyvet, az abban megjelent – eredeti dokumentumok alapján közölt – részletek miatt azonban Milton Obote elnök eljárást kezdeményezett ellene Londonban, a pert elvesztette, s peren kívül kellett megállapodnia az elnökkel. 1974-ben The Other Livingsotne címmel írt könyvet, melyben nem csak David Livingstone mítoszait próbálja ledönteni, de egy magyar Afrika-kutatóra, Magyar Lászlóra próbálta ráirányítani az angol nyelvű közönség figyelmét. Sokat írt a brit The Listener, The Tablet és az azóta megszűnt The Statist című lapoknak.
1980 után figyelme ismét Kelet-Európa felé fordult. Bár 1964 óta ismét beengedték Magyarországra, a rendszerváltásig elsősorban Lengyelországot látogatta. 1990 után ugyan Magyarországon is járt – még kárpótlást is kapott –, de elsősorban Angliában volt aktív támogatója magyar ügyeknek. Három nappal századik születésnapja után hunyt el Angliában.